# Esquadrão N.º 250 da RAF
O Esquadrão N.º 250 foi um esquadrão da Real Força Aérea (RAF), formado na Primeira Guerra Mundial. Dissolvido e inexistente durante o período entreguerras, voltou a ser formado na Segunda Guerra Mundial, na qual combateu durante toda a guerra no teatro do mediterrâneo, no Médio Oriente, Norte de África e na Itália. Operou aviões Curtiss Tomahawk, Hawker Hurricane, Curtiss Kittyhawk e Mustang. Com o cessar das hostilidades, voltou a dizer dissolvido.